# 5月20日 (旧暦)
旧暦5月20日は、旧暦5月の20日目である。六曜は赤口である。

## できごと
- 武徳元年（ユリウス暦618年6月18日） - 李淵が隋の恭帝侑から禅譲を受けて即位（高祖）。唐が成立
- 長保元年（ユリウス暦999年7月5日） - 菅原道真に左大臣と正一位を追贈し、北野神社（北野天満宮）を建立
- 応仁元年（ユリウス暦1467年6月21日） - 応仁の乱で山名持豊、畠山義就らが挙兵

## 忌日
- 推古天皇34年（ユリウス暦626年6月19日） - 蘇我馬子、廷臣・蘇我蝦夷の父（* 551年?[1]）
- 天福2年（ユリウス暦1234年6月18日） - 仲恭天皇、85代天皇（* 1218年）
- 明応5年（ユリウス暦1496年6月30日） - 日野富子、足利義政の妻（* 1440年）
- 慶長19年（グレゴリオ暦1614年6月27日） - 前田利長、2代加賀藩主（* 1562年）